# Contea di Jämtland
La contea di Jämtland o Jämtlands län (in lingua sami meridionale: Jiemthen Leene) è una delle contee o län della Svezia situata nella parte settentrionale del paese.
Confina con le contee di Dalarna, Gävleborg, Västernorrland e Västerbotten e con la contee norvegesi di Trøndelag é Østlandet

## Comuni

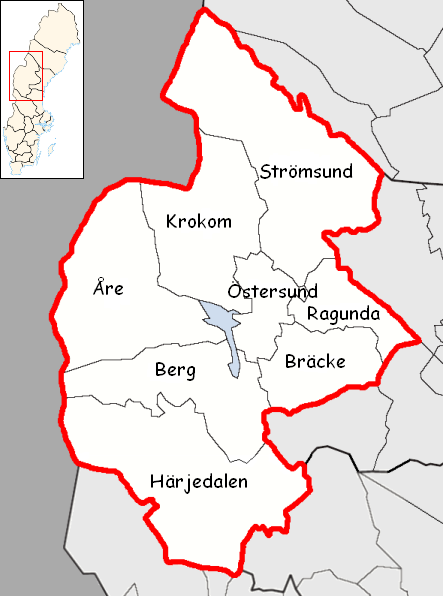
Comuni

- Berg
- Bräcke
- Härjedalen
- Krokom
- Ragunda
- Strömsund
- Åre
- Östersund

## Aree naturali
In questa contea si trova il Parco nazionale Sånfjället.